# Oliveira do Bairro
Oliveira do Bairro este un oraș în Districtul Aveiro, Portugalia.